# 1525 в Україні

## Особи

### Народились
- Копоть-Журавницька Олена Федорівна (1525 — ?) — за припущеннями дослідників перша українська поетеса, яка творила у барокову добу.
- Олександр Ванько Лагодовський (1525—1574) — український (руський) шляхтич зі стародавнього українського роду Лагодовських, урядник, володар Винників при кінці 1560-х — початку 1570-х років, ктитор Унівського монастиря з 1549 по 1574 рік.

## Засновані, зведені
- Денисівка (Білогірський район)
- Журавлиха
- Привороття (Брусилівський район)
- Охрамієвичі
- Рогозів
- Ставище (смт)
- Старокостянтинів